# Tobías el amonita
Tobías el amonita (en hebreo: Tôbiyyâh[û], “Yahweh es bueno” o “bondad de Yahweh”), es el nombre de un personaje bíblico que aparece mencionado en el Libro de Nehemías. Tobías fue un funcionario amonita, el cual trató junto con Sambalat y Guesem el árabe de impedir la construcción del muro de Jerusalén liderada por el propio Nehemías.

## Narrativa Bíblica

### Oposición a Nehemías
Tobías era un funcionario amonita (posiblemente un gobernador de Amón, posiblemente también de ascendencia judía). Incitó a los amonitas a obstaculizar los esfuerzos de Nehemías por reconstruir Jerusalén. Él, junto con Sambalat el horonita y Guesem el árabe, ideó una estratagema y, fingiendo desear una conferencia con Nehemías, lo invitaron a reunirse con ellos en Ono, en Benjamín. La petición le fue hecha hasta en cuatro ocasiones, y en cada una Nehemías se negó a venir. Su objetivo era intimidarlo para que no completara la restauración de los muros de Jerusalén e incluso hacerle algún tipo de daño.
Tobías también se casó con una hija de Secanías, un líder judaíta, y había dado a su hijo Johanán en matrimonio con la hija de Mesulam, otro líder judaíta, probablemente por motivaciones políticas. Debido a esto, de alguna manera ganó suficiente de una coalición judaíta para usar a los judaítas mismos para enviar cartas a Nehemías, contándole sobre las "buenas obras" de Tobías en un aparente intento de debilitar la determinación de Nehemías de mantener a Tobías fuera del esfuerzo de reconstrucción. Mientras tanto, Tobías envió cartas intimidatorias directamente a Nehemías.

### Adquisición de los trasteros del Templo
Además, Tobías aprovechó su relación con el Sumo Sacerdote Eliasib, cuyo nieto se había casado con la hija de Sambalat. Persuadió a Eliasib de que le alquilara los trasteros del templo, de modo que así pudiera hacer negocios en el recientemente construido Templo. Estos almacenes estaban destinados a las ofrendas de cereales, incienso, los artículos del templo y los diezmos de grano, vino nuevo y aceite de los israelitas destinados a la obra del templo y a los propios trabajadores del mismo. Al escuchar esto, Nehemías, que estaba entonces en Babilonia sirviendo a Artajerjes I de Persia, pidió permiso para regresar a Judá. Después de regresar, arrojó rápidamente todas las pertenencias de Tobías fuera de la sala del templo, purificó la habitación y guardó todo lo que originalmente había estado allí.

## Arqueología
Aunque todavía no hay ninguna identificación segura del personaje con ninguna persona homónima descubierta por la arqueología, existen evidencias de personas que parecen estar relacionadas con él. La ostraca de Laquis (siglo VI a. C.) menciona a un Tobías a quien refiere como "sirviente del rey". El historiador Flavio Josefo refiere sobre una rica y poderosa "familia Tobías" alrededor de la región de Amón, de la cual el Tobías el amonita bíblico puede haber sido descendiente o guardar alguna relación de parentesco.
Igualmente, se han encontrado evidencias arqueológicas de la familia Tobías en los papiros de Zeno, en Egipto, así como en las ruinas de un castillo hallado en la propia Transjordania que perteneció a dicha familia.